# ثوم لامع

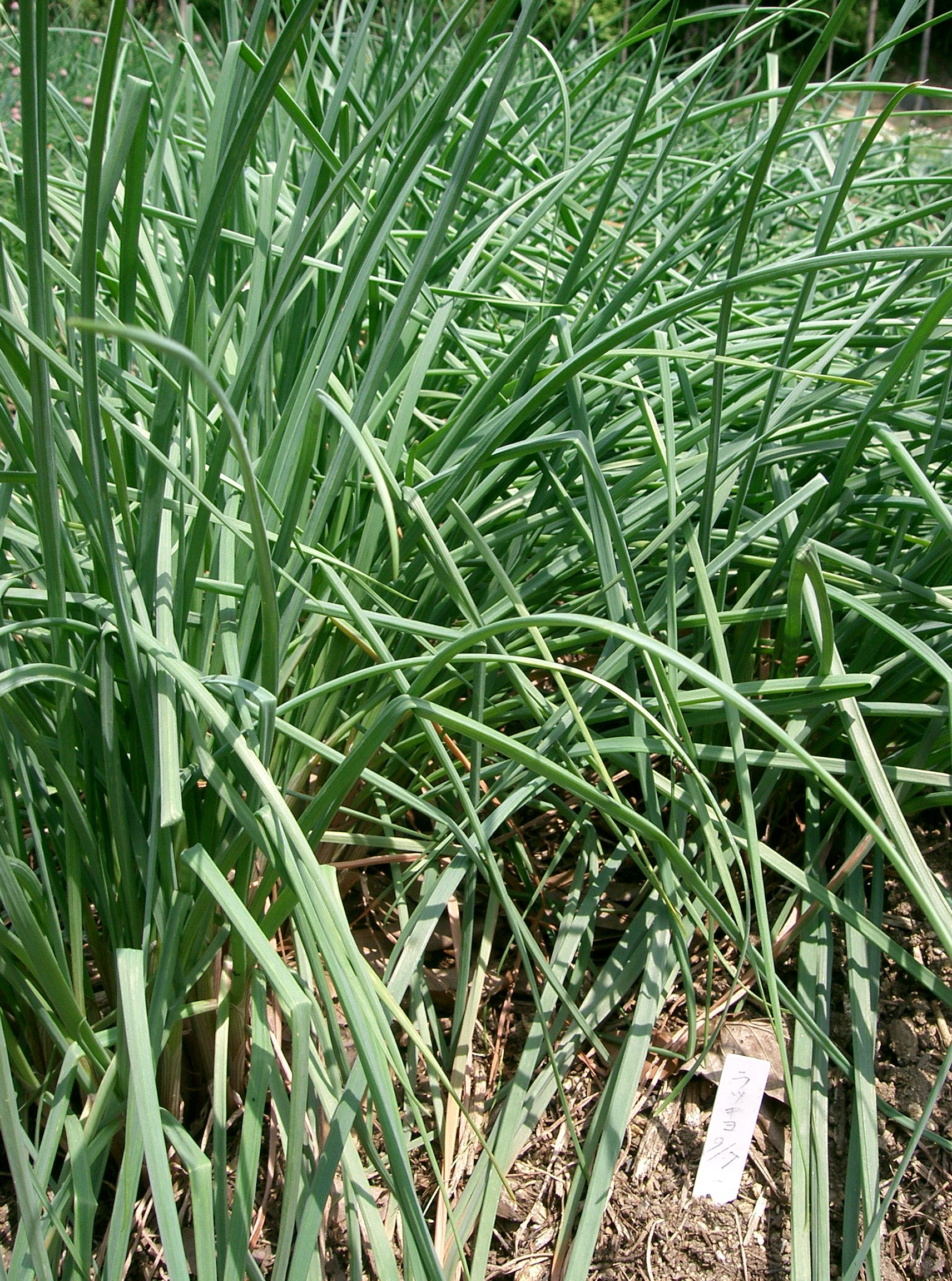

ثوم لامع (الاسم العلمي: Allium splendens) هو نوع من النباتات يتبع جنس الثوم من فصيلة النرجسية.